# 金萼杜鹃
金萼杜鹃（学名：Rhododendron chrysocalyx）为杜鹃花科杜鹃花属下的一个种。

## 扩展阅读
維基物種上的相關：金萼杜鹃